# Xã Passport, Quận Ward, Bắc Dakota
Xã Passport (tiếng Anh: Passport Township) là một xã thuộc quận Ward, tiểu bang Bắc Dakota, Hoa Kỳ. Năm 2010, dân số của xã này là 46 người.